# Spirito Santo alla Ferratella (titre cardinalice)
Le titre cardinalice de Spirito Santo alla Ferratella  (Saint-Esprit à Ferratella) est érigé par le pape Jean-Paul II le 28 juin 1988 et rattaché à l'église romaine Spirito Santo alla Ferratella, située dans la zone de Fonte Ostiense au sud de Rome.

## Titulaires
- Vincentas Sladkevičius, M.I.C. (1988-2000)
- Ivan Dias (2001-2017)
- Ignatius Suharyo Hardjoatmodjo (2019-)